# Phidias (cràter)
Phidias és un cràter d'impacte en el planeta Mercuri de 168 km de diàmetre. Porta el nom del pintor i arquitecte de l'antiga Grècia Fídies (c. 490-430 aC), i el seu nom va ser aprovat per la Unió Astronòmica Internacional el 1976.